# Jan Tomasz Leszczyński
Jan Tomasz Leszczyński (imię zakonne: Prokop, ur. 8 stycznia 1812 w Kozaczówce koło Brajłowa, zm. 26 lutego 1895 w Nowym Mieście nad Pilicą) – polski kapucyn, pisarz, teolog, mariolog,  animator odnowy życia religijnego na terenach Królestwa Polskiego, autor lub tłumacz ponad stu prac duchowościowych, hagiograficznych, dewocyjnych i eklezjologicznych.

## Życiorys

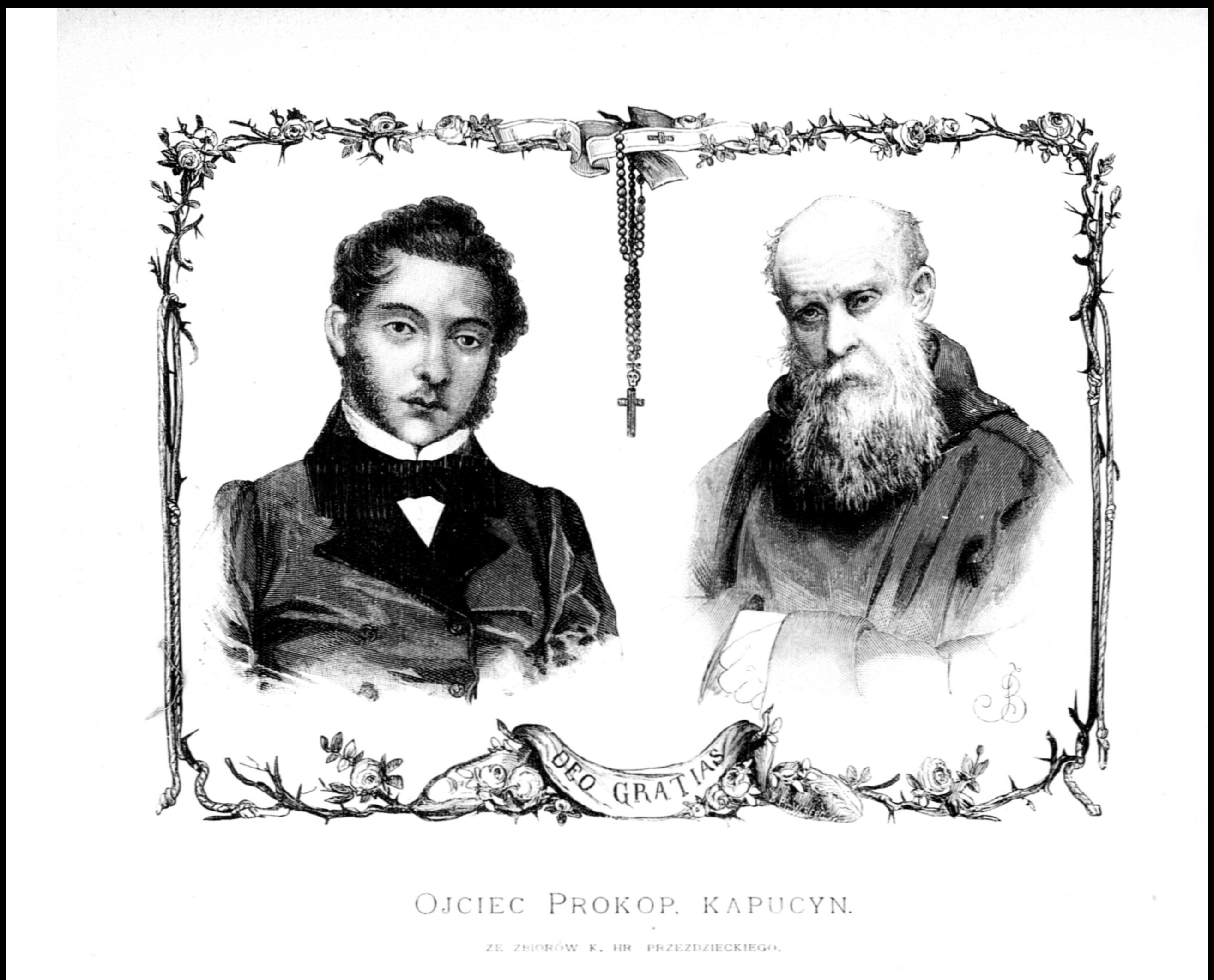
Po lewej Jan Tomasz Leszczyński w młodych latach

Urodził się w średnio zamożnej wołyńskiej rodzinie ziemiańskiej herbu Abdank z ojca Klemensa Leszczyńskiego (1758-1822, marszałka szlacheckiego powiatu winnickiego) i Józefy z Jukowskich. Uczył się najpierw w domu, a potem w winnickim gimnazjum, gdzie zetknął się po raz pierwszy z zakonem kapucynów. W 1829 rozpoczął studia na Uniwersytecie Warszawskim (Wydział Prawa i Administracji). Cały czas poddawał się również samokształceniu. Opanował rozległą wiedzę z takich dziedzin jak filozofia, teologia, historia, literatura, polityka, wiedza o społeczeństwie, a także opanował w stopniu biegłym język francuski i włoski. Nawiązał na całe życie znajomość m.in. z takimi osobami, jak Antoni Edward Odyniec, Jadwiga Łuszczewska, Maurycy Orgelbrand, Filipina Brzezińska, Ignacy Polkowski, czy Jan Koźmian.
W 1830 walczył w powstaniu listopadowym. Był wówczas podporucznikiem Gwardii Akademickiej. Po upadku powstania uniknął represji i wrócił na Podole, gdzie kupił wieś Skała i w niej gospodarował. Po podróży do Włoch z przyjacielem, Bronisławem Jezierskim, który wkrótce zmarł, postanowił obrać życie zakonne u kapucynów. W 1844 rozpoczął nowicjat w klasztorze lubaczowskim. Przyjął tu zakonne imię Prokop. Uwzględniając jego rozległą wiedzę studia zostały mu skrócone i 18 lipca 1847 otrzymał święcenia kapłańskie. Zajął się duszpasterstwem ziemian i inteligencji, prowadząc dla tych grup specjalne rekolekcje w Warszawie. W diecezji janowskiej prowadził natomiast rekolekcje dla kapłanów. W 1856 został gwardianem w klasztorze kapucynów w Lublinie, założył tu bractwo Niepokalanego Serca Maryi i zbudował dlań osobną kaplicę przy klasztorze. W tym okresie był we Włoszech (tu za zgodą papieża Piusa IX zwiedził zamknięte klasztory żeńskie) i Francji, gdzie poznawał nowe metody duszpasterskie. Rozmawiał m.in. z Gioacchino Venturą di Raulicą, kaznodzieją teatyńskim.
W 1859 został prowincjałem kapucyńskim w Warszawie, po Piotrze Pawle Szymańskim, którego linię kontynuował, przyczyniając się do zwiększenia dyscypliny i karności w zakonie. Przez krótki czas przebywał w Lubartowie, ale w 1861 powrócił do Warszawy po śmierci arcybiskupa Antoniego Melchiora Fijałkowskiego. Był bliskim doradcą arcybiskupa Zygmunta Szczęsnego Felińskiego, ale odmówił mu przyjęcia godności sufragana warszawskiego. Marian Karol Dubiecki zaliczał go do grona ówczesnych celniejszych polskich mówców, który darem kaznodziejskim porywał tłumy i sfery inteligentne.
W 1864, po kasacie klasztorów przez Rosjan, zamieszkał, wraz z innymi kapucynami, w klasztorze etatowym w Zakroczymiu, gdzie przebywał przez następne 28 lat. Miał tam duży autorytet, jako tajny komisarz oficjalnie skasowanej prowincji polskiej kapucynów. Pozbył się m.in. carskiego konfidenta z szeregu zakonników, jak również doprowadził do usunięcia narzuconego, współpracującego z władzami rosyjskimi, gwardiana Antonina Jarzębińskiego. W 1892, po skasowaniu klasztoru w Zakroczymiu, wyjechał do Nowego Miasta nad Pilicą. Jego stan zdrowia był wówczas już bardzo zły. Zmarł w domu zakonnym w opinii świętości. Nigdy nie podjęto kroków w kierunku jego beatyfikacji, być może został przyćmiony przez współczesną mu postać Honorata Koźmińskiego.
Po śmierci jego twórczość (mimo licznych wznowień) nie budziła większego zainteresowania historyków, czy literaturoznawców, zarówno przed, jak i po II wojnie światowej, aż do pierwszych wnikliwszych badań z końca XX wieku.

## Dzieła
Wybrane dzieła:

### Tłumaczenia
- Nabożeństwo do Matki Boskiej Bolesnej (1855, łącznie potem pięć wydań) – przekłady kilku drobnych dzieł maryjnych św. Alfonsa Liguori (m.in. z Uwielbienia Maryi) oraz Gioacchino Ventury di Raulici,
- Uwielbienie Maryi Alfonsa Liguori (1877),
- Matka Boża matką naszą Gioacchino Ventury di Raulici (1881),
- Matka Bolesna wzór dla cierpiących – tłumaczenie U stóp Krzyża Fredericka Williama Fabera (1887),
- O nabożeństwie do Przenajświętszej Maryi Panny – tłumaczenie fragmentu To czyń a będziesz żył Giovanniego Battisty Scaramellego (1888),
- Nawiedzenia Przenajświętszego Sakramentu i Niepokalanie Poczętej Przenajświętszej Maryi Panny Alfonsa Liguori (modlitewnik, 1888, cztery wydania),
- Czem jest nabożeństwo do Matki Bożej – ascetyczny traktat Gioacchino Ventury di Raulici (1888),
- O zaofiarowaniu się Jezusowi przez Maryję – tłumaczenie Traktatu o prawdziwym nabożeństwie do Najświętszej Maryi Panny autorstwa Ludwika Marii Grignion de Montfort (1890),
- Nowenna na cześć Wniebowzięcia N. Maryi Panny z oktawa przed i po tejże uroczystości, dzieło anonimowe (1891),
- Sposób odmawiania różańca błogosławieństwem Ojca św. Leona XIII obdarzony przez ojca Granello dominikanina Tomasa Granello (1892).
- Nauki na uroczystości Najśw. Maryi Panny. Tłómaczył i wypowiedział O. Prokop, Kapucyn – fragment Uwielbień Maryi Alfonsa Liguori (1895)[1].

### Prace oryginalne
- Miesiąc Maryi dla ludu wiejskiego i dla odprawiających to nabożeństwo w gronie domowników ułożony, a na szczególną cześć Niepokalanego Poczęcia Boga-Rodzicy ofiarowany przez X. Prokopa Kapucyna (1853),
- Nowy miesiąc Maj rozważaniem prawd wiary u stóp Maryi uświęcony. Przez o. Prokopa Kapucyna (modlitewnik majowy, 1864),
- Marja w Litaniach Loretańskich wielbiona, czyli tychże Litanii wykład przez o. Prokopa Kapucyna (1875),
- Czytania majowe o cnotach Maryi (1878),
- Żywot Matki Bożej przez o. Prokopa Kapucyna (1879),
- Różaniec ilustrowany z rozmyślaniami i modlitwami przy każdej tajemnicy (1886),
- Maj loretański zawierający wykład Litanji do Matki Bożej (1889),
- Officjum o Przenajświętszej Maryi Pannie (Officium parvum) z przydaniem krótkich objaśnień przez o. Prokopa Kapucyna (1891),
- Godzinki o Niepokalanym Poczęciu Przenajświętszej Maryi Panny z wykładem niektórych trudniejszych wyrażeń przez o. Prokopa Kapucyna (1892)[1].